# 매슈 루이스 (작가)

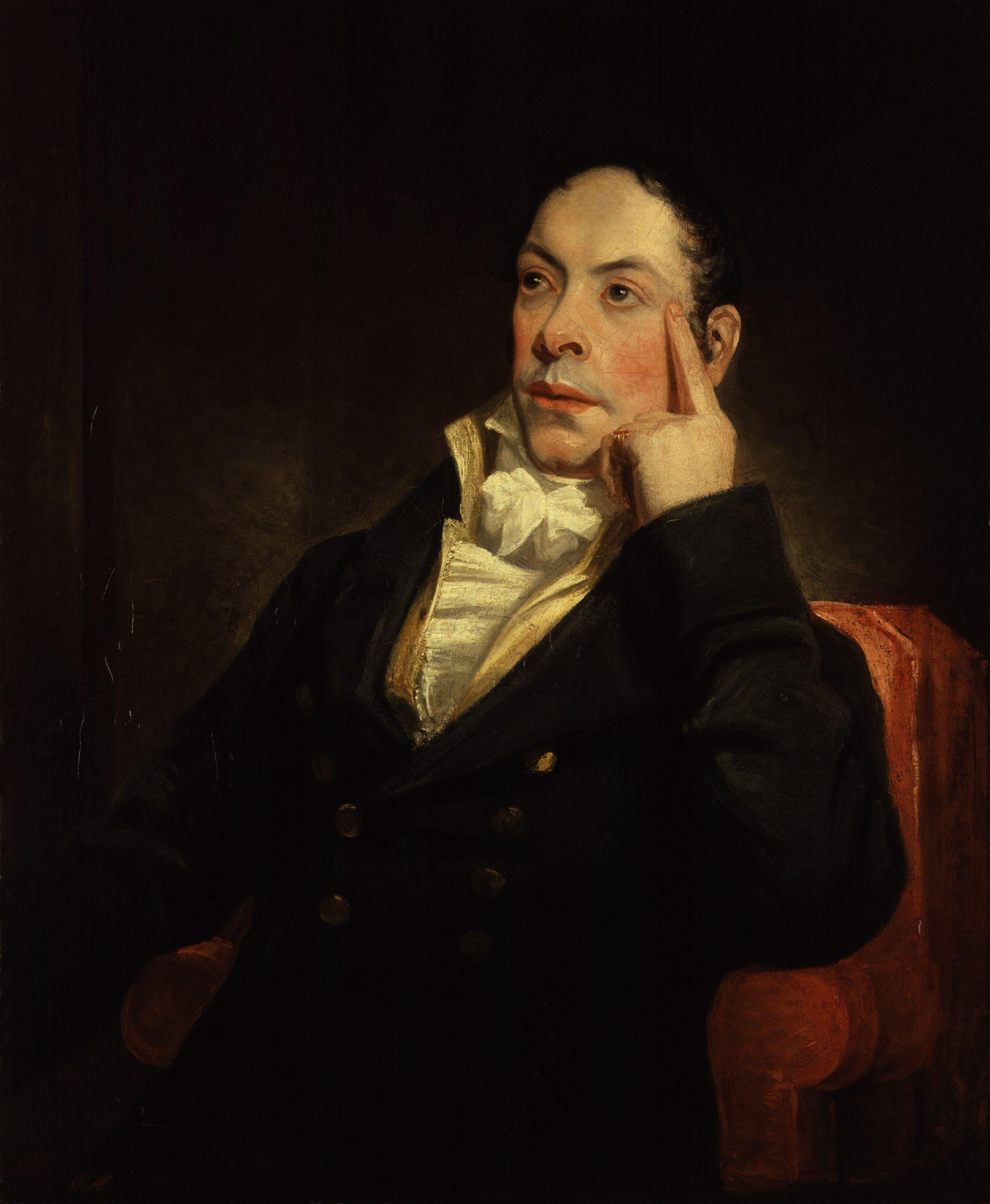

매슈 루이스(Matthew Lewis, 1775년 7월 9일 ~ 1818년 5월 14일)는 영국의 소설가이다. 고딕 소설의 대표적인 작품 중 하나인 《몽크》 등으로 잘 알려져 있으며 몽크 루이스라고도 불린다.